# Les Sessions Lost Souls
Les Sessions Lost Souls reprezintă un album live și un DVD lansat de James Blunt în 2008. Setul conține atât un album live, cu înregistrări ale concertelor lui James Blunt în Belgia, Australia și Marea Britanie, cât și un DVD cu înregistrări ale concertelor din Sydney, Paris și Ibiza și videoclipuri muzicale (1973, Same Mistake, Carry You Home și I Really Want You). De asemenea, DVD-ul mai conține și documentarul Return To Kosovo, în care James Blunt își povestește întâmplările petrecute în Războiul din Kosovo. Versiunea digitală a albumului mai conține și EP-ul James Blunt - Live in London.

## Track listing

### CD
1. "1973" (Live in Belgium)
2. "Same Mistake" (Live in Belgium)
3. "I'll Take Everything" (Live in Belgium)
4. "Carry You Home" (Live in Belgium)
5. "Give Me Some Love" (Live in Belgium)
6. "I Really Want You" (Live in Sydney, The Max Sessions)
7. "Cuz I Love You" (Live in England, Glastonbury 2008)
8. "Young Folks" (Live in England, Jo Whiley Live Lounge)
9. "Breakfast in America" (Live in England, Hammersmith Apollo)
10. "Primavera in Anticipo (It Is My Song)" (Feat. Laura Pausini)
11. "Je Realise" (Feat. Sinik)
12. "Love, Love, Love"

Digital download additional EP
1. "Give Me Some Love" (Live in London)
2. "Carry You Home" (Live in London)
3. "I'll Take Everything" (Live in London)
4. "I Really Want You" (Live in London)
5. "One of the Brightest Stars" (Live in London)
6. "Same Mistake" (Live in London)

### DVD
1. "Same Mistake" (Live at Abbey Road)
2. "I'll Take Everything" (Live at Abbey Road)
3. "1973" (Live at Abbey Road)
4. "You're Beautiful" (Live in Paris)
5. "Goodbye My Lover" (Live in Paris)
6. "Carry You Home" (Live on the Max Sessions, Sydney)
7. "Wisemen" (Live in Ibiza)
8. "One of the Brightest Stars" (Live in Ibiza)
9. "1973" (Video)
10. "Same Mistake" (Video)
11. "Carry You Home" (Video)
12. "I Really Want You" (Video)
13. "Je Realise" (Video)
14. "Return To Kosovo - Documentary"
15. "James Blunt TV5M Special"
16. "1973" (Making of The Video)
17. "Same Mistake" (Making of The Video)
18. "Carry You Home" (Making of The Video)
19. "I Really Want You" (Making of The Video)

## Clasament
| Clasament (2008)    | Poziție vârf |
| ------------------- | ------------ |
| French Albums Chart | 1            |
| Swiss Albums Chart  | 38           |